# Doydirhynchus austriacus
Doydirhynchus austriacus là một loài bọ cánh cứng trong họ Nemonychidae. Loài này được Olivier miêu tả khoa học đầu tiên năm 1807.